# Cats That Look Like Hitler

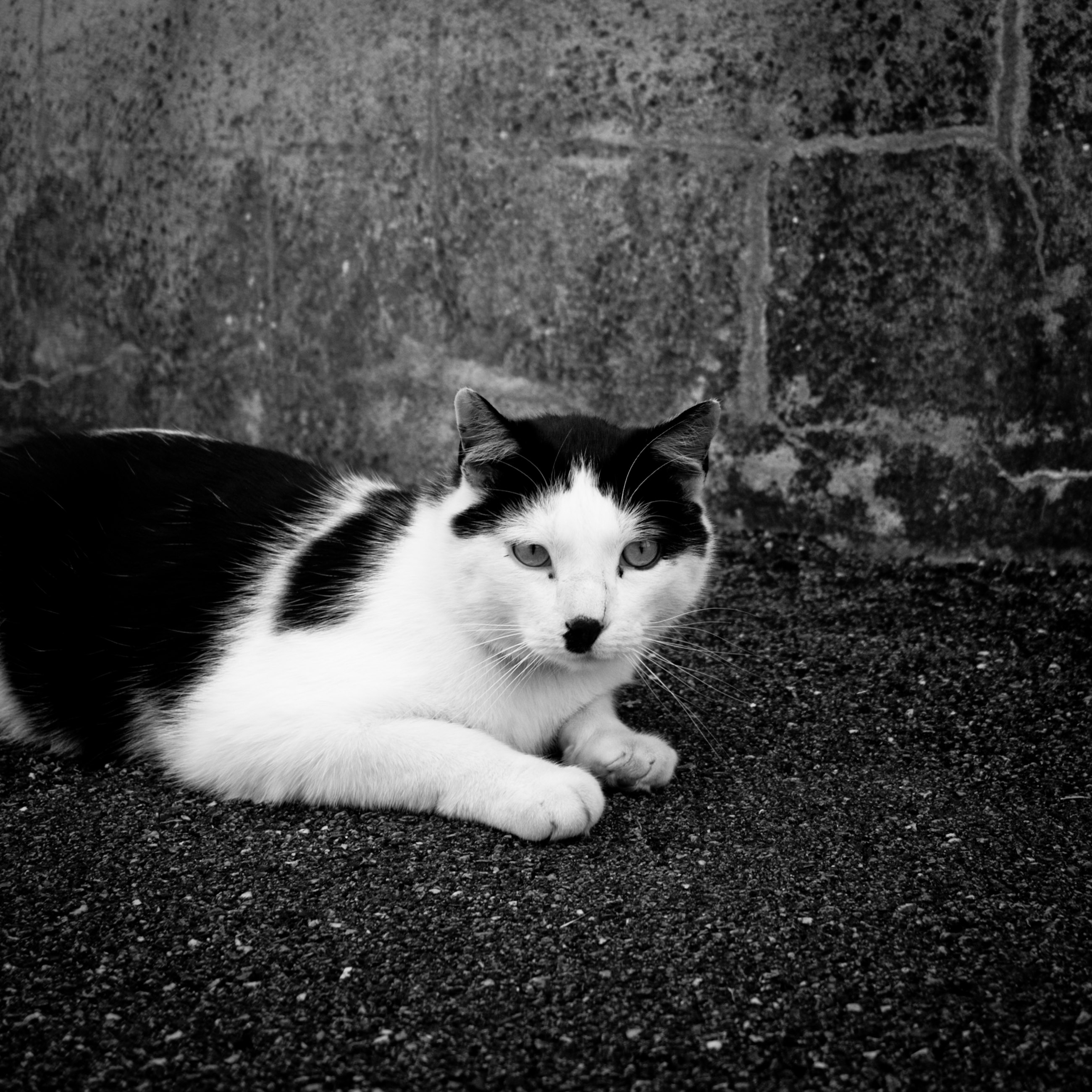
Một con mèo có một mảng lông đen bên dưới mũi trông khá giống với kiểu ria mép bàn chải đánh răng của Hitler

Cats That Look Like Hitler là một trang web có nội dung châm biếm, với những hình ảnh những con mèo có khuôn mặt giống với Adolf Hitler, nhà độc tài của Đức Quốc Xã, nắm quyền từ năm 1933 đến năm 1945. Những con mèo như vậy còn hay được gọi là kitler trên Internet. Phần lớn hình ảnh là về những con mèo có các mảng lông với hai màu sáng/tối và phân bố không đồng đều, với một mảng lông đen lớn ở ngay dưới mũi, rất giống với kiểu ria mép bàn chải đánh răng của nhà độc tài, và một số các đặc điểm khác như vẻ mặt nghiêm nghị điển hình. Một số con mèo có các mảng lông đen chéo ở phía trên đầu, giống với mái tóc của Hitler. Trang web này được tạo ra bởi Koos Plegt và Paul Neve vào năm 2006 và sau đó đã trở nên nổi tiếng sau khi được giới thiệu trong một số chương trình truyền hình trên khắp Châu Âu và Úc. Trang web này về sau được Neve trực tiếp điều hành. Đến tháng 2 năm 2013, trang web đã có tới 7.500 hình ảnh về những con mèo phù hợp với các đặc điểm trên. Về sau trang web này không còn cập nhật thêm ảnh mới kể từ tháng 4 năm 2014.

## Trong văn hóa đại chúng
Stephen Colbert đã đề cập đến trang web này trên The Colbert Report vào tháng 7 năm 2010.
Mèo là một trong những yếu tố, hiện tượng rất phổ biến trong văn hóa Internet, và Cats That Look Like Hitler có thể được coi là một sự hưởng ứng đối với sự đam mê những hình ảnh về mèo của các cư dân mạng. Năm 2011, tờ The Daily Telegraph đã đưa tin về một "kitler" không tìm được người nhận nuôi vì nó có khuôn mặt giống với nhà độc tài Hitler.
Người viết báo của tờ The Times, Ben Machell, đã phỏng vấn những người chủ của những con mèo có ngoại hình gây chấn động ấy và đã đưa ra nhiều lời giải thích có thể phù hợp cho sự ra đời và phổ biến của hình ảnh về mèo trên Internet, bao gồm cả trang web Cats That Look Like Hitler. Machell đã đề cập tính cách bí ẩn của loài mèo, và sự tôn thờ loài mèo của người Ai Cập cổ đại.
Một nhà khí tượng học tại đài tin tức KCTV5 của thành phố Kansas đã đưa ra lời xin lỗi vào năm 2021 sau khi đưa tin về một con mèo trông giống với Hitler, cũng có tên là "Kitler", trong một phần của chương trình tên là "Caturday", có những hình ảnh về những con mèo ở địa phương do người xem gửi kèm, bên cạnh thông tin về thời tiết.